# Louis Rwagasore

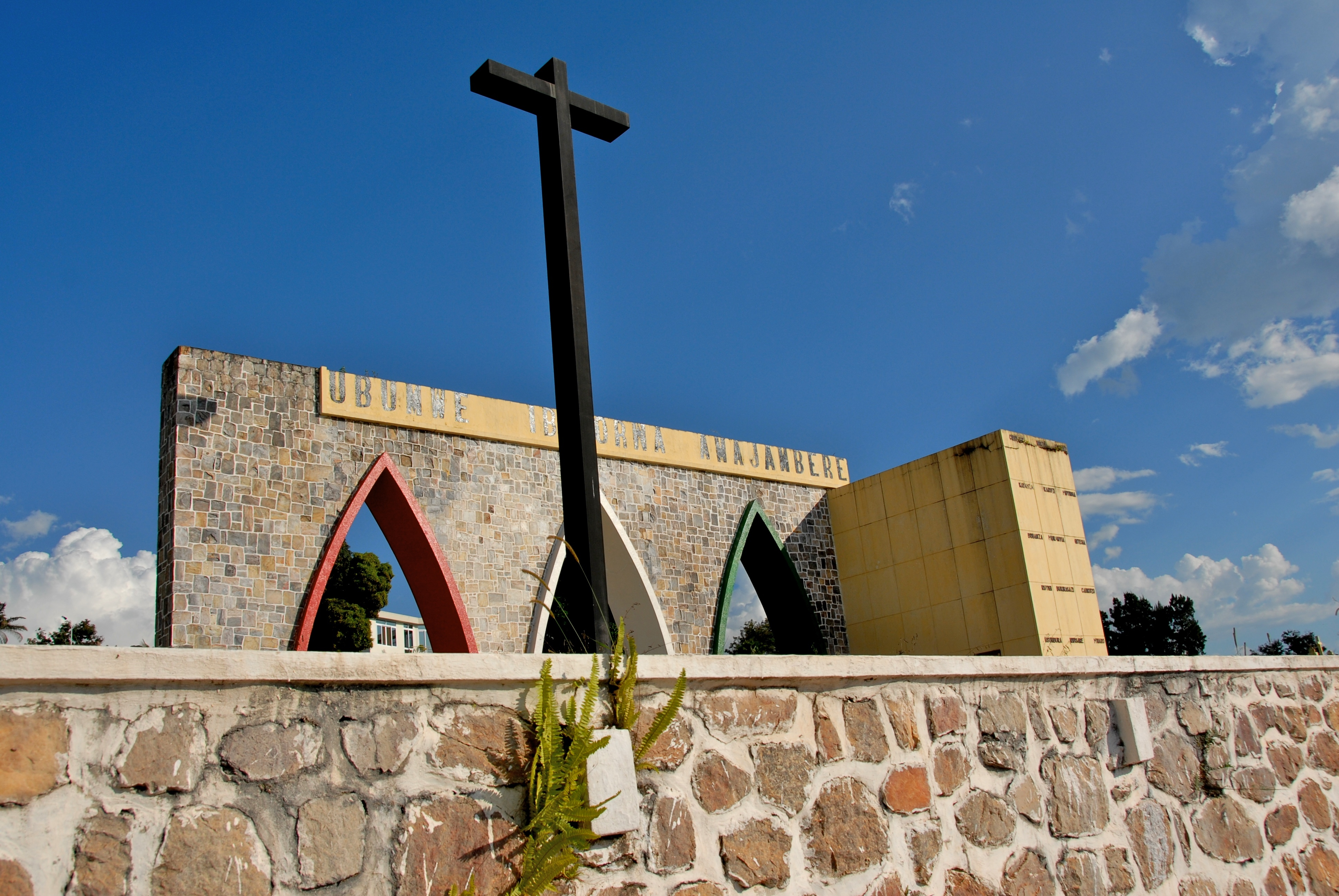
Grabmal von Louis Rwagasore

Louis Rwagasore (* 10. Januar 1932 in Kitega; † 13. Oktober 1961) war Ganwa-Prinz des Königreich Burundi und ein Politiker.
Der Sohn des vorletzten burundischen Königs, Mwambutsa IV. Bangiriceng, gründete die UPRONA, die zur wichtigsten Partei des Landes werden sollte (allerdings nicht in der Form in der sie gegründet wurde: Zu Beginn war die Partei allen Volksgruppen offen, später wandelte sie sich zu einer extremistischen Tutsi-Partei). Er trat für die Unabhängigkeit von den belgischen Kolonialherren ein. 1961 wurde er Ministerpräsident, nachdem die UPRONA die Parlamentswahlen deutlich gewonnen hatte. Zwei Wochen nach der Wahl wurde er von politischen Gegnern ermordet. Sein Tod gilt als mitentscheidend für die Jahrzehnte der Gewalt, die Burundi seitdem erlebte.
Das Nationalstadion Burundis (Stade Prince Louis Rwagasore) trägt heute Rwagasores Namen.